# Vogn
En vogn er et køretøj der trækkes af en ekstern trækkraft, f.eks. menneske, hest eller bil. Ved vogne der er større end trækvogne skelnes der mellem vogne og kærrer. En vogn har et eller flere styrende hjul, mens en kærres hjul er faste i forhold til vognens retning.
Oprindelig er vogne ikke selvdrevne, men trækkes af et menneske, dyr eller motoriseret køretøj.
Sporvogne og lastvogne er dog undtagelser i praksis, men de første blev dog trukket af heste.

## Eksempler på vogne
- Hestevogn
- Gummivogn
- Sporvogn
- Togvogn
- Kærre
- Lastvogn
- Varevogn
- Campingvogn
- Barnevogn
- Indkøbsvogn